# Sankt Ansgar Kirke
 Ikke at forveksle med den katolske domkirke "Sankt Ansgars Kirke" i København.
 For alternative betydninger, se Sankt Ansgar Kirke (flertydig). (Se også artikler, som begynder med Sankt Ansgar Kirke)
Sankt Ansgar Kirke (i Bramming) er bygget i 1914-15 og tegnet af arkitekt Harald Lønborg-Jensen, der har tegnet flere danske kirker. Kirken blev indviet 12. december 1915.

## Eksterne kilder og henvisninger
- Info om Bramming Sogn og Sankt Ansgar Kirke på sogn.dk
- Sankt Ansgar Kirke hos KortTilKirken.dk
- Bramminge Skt. Ansgar Kirke i bogværket Danmarks Kirker (udg. af Nationalmuseet)